# 中華民國臨時政府
中华民国临时政府，简称临政，是辛亥革命期间，由独立各省和革命党人于1912年1月1日在江苏省南京府（今南京）成立的政府机构，也是中华民国历史上第一個中央政府机构。1912年1月1日正式成立至1912年4月2日迁至北京期间，又称南京临时政府。1912年3月10日袁世凯于北京就任临时大总统职务至1913年10月10日中华民国北京政府（北洋政府）正式成立（一说至1913年10月6日袁世凯被选举为中华民国正式大总统）期间，由袁世凯在北京管理的中华民国临时管制机构，又称北京临时政府。

## 沿革

### 背景
1911年10月10日武昌起义发生以来，各省纷起相应独立号召，截至10月10日，独立省份已达14个，创建统一政府成为迫切任务。至10月中下旬，各省陆续组建政府并互相通电，商讨会议举办地点。同月27日，清政府任命袁世凯为钦差大臣，镇压革命。11月2日，革命党不得不与袁世凯进行和谈，南北议和开始。11月7日，湖北军政府都督黎元洪致电独立各省军政府，就建立中央政府征询意见。
11月9日，同盟会的宋教仁同陈其美组织江浙联军攻克南京，使政治重心由武汉转移到南京，在其有力组织下，同盟会成为各省代表会中一支重要的政治力量。11月14日，张謇、赵凤昌等立宪派与陈其美及其代表俞寰澄共同在上海的江苏教育总会举行会议，商讨会议章程、代表名单等问题，立宪派与同盟会就会议问题达成妥协。同日，程德全通电提议请孙中山回国主持大计：“大局粗定，军政民政亟须统一，拟联东南各军政府公电恳请孙中山先生迅速回国组织临时政府，以一事权。中山先生为首创革命之人，中外人民皆深信仰，组织临时府舍伊莫属，我公力顾大局，想亦无不赞成。”18日，江北都督蒋雁行表示：“大统领一席非孙中山莫属。”19日，扬州军政府敢死军总指挥边振新登报：“公求孙逸仙先生回国为总统。”安徽都督李烈鈞要求：“電請孫中山先生回國組織臨時政府。”廣東方面亦称：“大總統一職，擬舉孫中山先生。”

### 選舉
11月15日，江苏都督府代表雷奋，沪军都督府代表袁希洛、俞寰澄、朱葆康，福建都督府代表林长民、潘祖彝在江苏教育总会召开各省代表会正式会议，确定会议名称为“各省都督府代表联合会”。11月20日，代表会考虑到阳夏保卫战失利，汉口与汉阳相继丢失的现状，通过了“承认湖北军政府为中央军政府，执行中央政务”的决议。:412月2日，武汉代表会制定《临时政府组织大纲》，规定临时大总统选举的一系列规程。同日，革命军攻克南京，各省代表议决以南京为临时政府所在地。12月4日，在立宪派支持的情况下，同盟会于上海举行了留沪代表会，推选黄兴为大元帅。:15
12月11日至13日，武汉、上海二地代表陆续抵达南京，14日开始正式会议，决议16日选举大总统。12月15日，浙江代表陈毅报告袁世凯赞成共和，代表会议决定虚位以待袁世凯，决议暂缓选举临时大总统，承认留沪代表会选举之大元帅、副元帅，并于《临时政府组织大纲》中追加一条 ：“临时大总统未举定以前，其职权由大元帅暂任之。”:19。12月17日，黄兴辞大元帅职，由于副元帅黎元洪暂不能到任，仍由黄兴行其职权。12月25日，孙中山抵达上海，次日在其举行的高级干部会议中被推选为大总统候选人。12月29日，各省代表会在南京选举临时大总统，孙中山当选临时大总统。

### 成立
1912年1月1日，孙中山发表《就职宣言书》，宣誓就任临时大总统，中华民国临时政府正式成立。其组织方法依照《中華民國臨時政府組織大綱》规定，採總統制，大總統為國家元首、行政首長、海陸軍統帥:23。1月3日， 举行各省都督府代表联合会，通过了各部总长名单和孙中山提交的内阁成员名单，颁布《中华民国临时政府中央行政各部及其权限》，并增选黎元洪为中华民国临时副总统。1月5日，举行内阁第一次会议。1月20日，南京临时政府向袁世凯正式提出《清室优待条件》。1月22日，孙中山发表声明，允诺只要袁世凯赞成共和，并促成宣统帝退位，自己即行辞职，且向临时参议院推荐袁世凯担任大总统一职位，南北议和继续。1月28日，中华民国临时参议院在南京成立，成为临时政府最高立法机关。1912年1月下旬，各省都督府代表会议先后召开两次约法起草会议，议定关于中央政体均采用总统制，由宋教仁起草《中华民国临时约法》。

### 結束
1912年2月12日，临朝称制的清朝隆裕太后诏授袁世凯在北京全权组建临时政府，同日宣统帝颁布退位诏书，清朝正式结束。1912年2月14日，孙中山到临时参议院辞去大总统一职。1912年3月8日，约法起草工作正式完成，同日在南方的南京臨時參議院通过《中華民國臨時約法》。3月11日，《中華民國臨時約法》公布实施，取代《中華民國臨時政府組織大綱》。4月2日，临时参议院作出决议，臨時政府遷往北京，權力歸入不同機關。
1913年10月6日举行中華民國大總統選舉，10月7日举行副总统选举。袁世凯、黎元洪分别当选中华民国大总统、副总统，二人于1913年10月10日正式就职。1913年4月8日，第一届国会开幕，代替北京临时参议院。

## 组成部门
以下按照《中華民國臨時約法》的规定列出临时政府组成部门。

### 临时参议院
1912年4月临时参议院迁到北京，即成为北京临时参议院。北京临时参议院还对《中华民国临时约法》进行了修改，通过了《修改约法青海为西蒙古并增加议员案》，除西藏外，全国各地均有议员与会。但在第一次会议上，仅有在院议员的4/5以上出席，而不是全部议员的4/5以上。北京临时参议院自1912年4月29日开院，至1913年4月8日第一届国会开幕而闭院。北京临时参议院设置委员长、法制委员会、财政委员会、庶政委员会、请愿委员会、惩罚委员会。开院期间制定通过了《中华民国国会组织法》、《参议院议员选举法》、《众议院议员选举法》、《蒙藏事务局官制》、《中央行政官官等法》、《中央行政官官俸法》、《国务院官制》、《国旗统一案》、《服制》、《印花税法》等。

### 临时大总统
1911年12月29日，各省都督府代表联合会代表在南京召开中华民国临时大总统选举会，选举孙文为中华民国临时大总统，1912年1月1日就職:3。武昌起义后，袁世凯力主南北议和。1912年1月1日，南方独立各省和部分革命党人成立臨時政府。1月3日，各省都督府代表联合会代表在南京召开中华民国临时副总统选举会，选举黎元洪为中华民国临时副总统:3。
以下列出中华民国临时大总统府主要职官。由于当时一切均属草创，总统府各员的任免时间均未详：

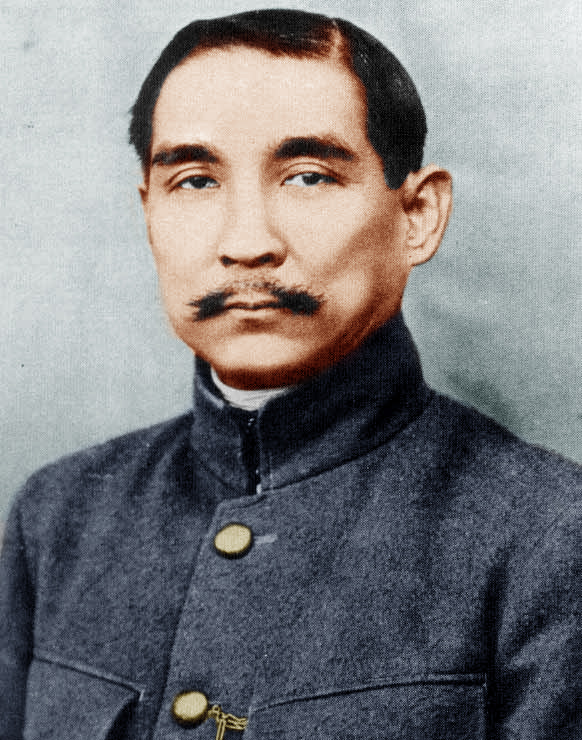
中华民国临时大总统孫中山就职像

- 中华民国临时大总统：孙文（1911年12月29日当选，1912年1月1日就任）
- 中华民国临时副总统：黎元洪（1912年1月3日当选）
- 中华民国临时大总统府秘书处：
  - 秘书长：胡汉民
  - 总务组：李肇甫 熊成章 萧友梅 吴玉章 任鸿隽
  - 军事组：李书城 耿伯钊 石瑛 张通典
  - 外交组：马素 张季鸾 邓家彦
  - 民事组：但焘 彭素民 廖炎
  - 电务组：谭熙鸿 李骏 刘鞠可 黄芸苏 （另有回国华侨多人参加）
  - 官报组：冯自由 易廷憙
  - 收发组：杨铨
  - 法制局局长：宋教仁
  - 印铸局局长：黄复生
  - 公报局局长：冯自由 但焘
  - 参军长：黄士龙
  - 卫戍总督：徐绍桢:4

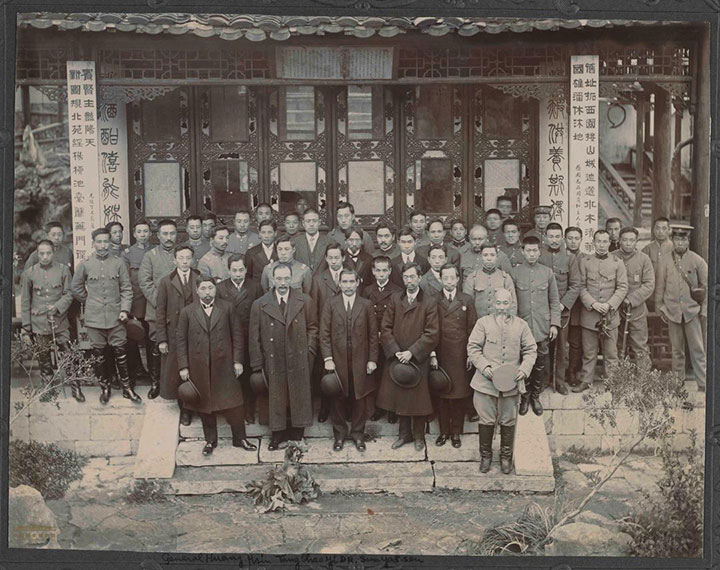
1912年3月29日南京臨時政府各部總次長、衛戍總督、各軍師旅司令官在南京愚園為孫中山舉行餞別會後合影

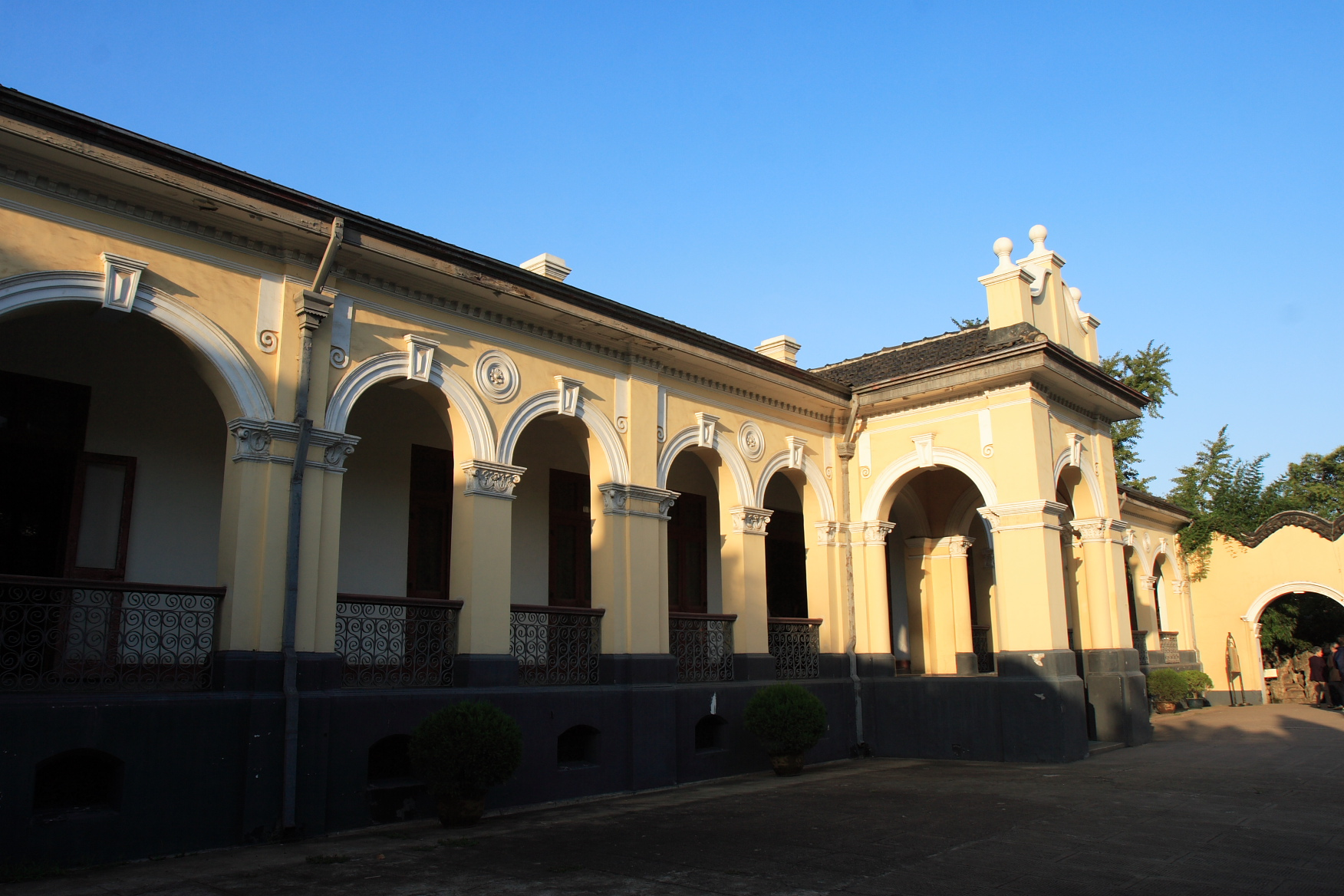
中华民国临时大总统办公室，南京

同时，袁世凯对清朝皇帝溥仪发起逼宫行动，期间遭中国同盟会炸弹暗杀，袁世凯幸免于难。1月18日，孙文以《五条要约》的方式向袁世凯摊牌。2月12日，隆裕太后接受優待條件，宣統帝溥儀遜位，清朝正式終結。2月13日，袁世凯通电共和，根据南方独立各省及部分革命党人的意愿，孙文提出辞职咨文，准备将大總統一职让位给袁世凯。2月15日，在临时大总统选举中，南京臨時參議院選举袁世凱為臨時大總統，袁世凱於3月10日在北京宣誓就職:7；2月20日，南京臨時參議院選举黎元洪臨時副總統:3。4月1日，孙文在南京向中华民国临时参议院辞去临时大总统职务:3。
1913年10月6日，在大总统选举中，第一届国会选举袁世凱为首任正式中華民國大總統，10月7日选举黎元洪为首任正式中華民國副總統:7。
以下列出中华民国临时大总统府主要职官：
- 中华民国临时大总统：袁世凯（1912年2月15日当选，1912年3月10日就任至1913年10月10日[12]:5）
- 中华民国临时副总统：黎元洪（1912年2月20日当选[12]:3）
- 秘书处：
  - 中華民國總統府秘书长：梁士诒（1912年3月10日任[12]:7）

### 國務員
《中华民国临时约法》第四十三條规定：“國務總理及各部總長均稱爲國務員。”第四十四條规定：“國務員輔佐臨時大總統負其責任。”
南京临时政府内阁结束后，在北京临时政府时期，先后有唐紹儀內閣（1912年3月13日—6月27日）、陸徵祥內閣（1912年6月29日—9月22日）、赵秉钧内阁（1912年9月30日—1913年7月19日）、段祺瑞臨時內閣（1913年7月19日—7月31日）、熊希齡內閣（1913年7月31日—1914年2月12日）。历任内阁国务总理及各部总长均为国务员。

### 临时政府内阁
南京臨時政府內閣是中华民国临时政府時期臨時內閣，成立於民國元年（1912年）1月3日。4月1日于南京同北京临时政府内阁总理唐绍仪交代。
1912年1月1日孙文在南京就任中华民国临时大总统。1912年1月3日，各省都督府代表联合会代表通过了各部总长名单。因阁员尚未到达南京，故迟至1月21日孙文才在南京主持了临时政府第一次内阁会议。同年3月13日，唐绍仪内阁在北京成立。4月1日，孙文向南京临时参议院辞去中华民国临时大总统职务。4月3日，孙文在解职通告中称，“今国务总理唐君（绍仪）南来，国务员已各任定，于4月1日在南京交代。本总统于是日解职……本处各办事人员仍照旧供职，以待新国务员接理。”南京临时政府各部总长、次长未见明令免职，当属随南京临时政府结束而自行解职。
南京臨時政府不是內閣制，而是總統制，因此並未設內閣總理。
| 職位     | 总长   | 次长   | 备注                     |
| -------- | ------ | ------ | ------------------------ |
| 陸軍部   | 黃興   | 蒋作宾 |                          |
| 海軍部   | 黃鍾瑛 | 汤芗铭 |                          |
| 內務部   | 程德全 | 居正   | 2月1日程德全病，由居正代 |
| 外交部   | 王寵惠 | 魏宸组 |                          |
| 司法部   | 伍廷芳 | 吕志伊 |                          |
| 教育部   | 蔡元培 | 景耀月 |                          |
| 財政部   | 陳錦濤 | 王鸿猷 |                          |
| 交通部   | 湯壽潛 | 于右任 |                          |
| 實業部   | 張謇   | 马君武 |                          |
| 参谋本部 | 黄兴   | 钮永建 |                          |

### 法院
《中华民国临时约法》中，有关法院的规定如下：

- 第四十八條　法院以臨時大總統及司法總長分別任命之法官組織之。
法院之編制及法官之資格以法律定之。
- 第四十九條　法院依法律審判民事訴訟及刑事訴訟。
但關於行政訴訟及其他特別訴訟，別以法律定之。
- 第五十條　法院之審判須公開之。但有認爲妨害安甯秩序者得秘密之。
- 第五十一條　法官獨立審判不受上級官廳之干涉。
- 第五十二條　法官在任中不得减俸或轉職。非依法律受刑罰宣告或應免職之懲戒處分，不得解職。懲戒條規以法律定之。

1912年5月，临时大总统袁世凯发布临时大总统令，称“司法总长王宠惠呈称，大理院正卿刘若曾等辞职，已蒙批准。审判不可中断，即法官不可虚悬。惟大理院正卿、少卿等官名不适于民国制度。现在《法院编制法》修正颁布尚需时日，新法未施行以前，应先更正其名称，而宜暂仍其组织，以便继续执行等语。大理院正卿可改为大理院院长，少卿一席著裁撤，余暂如旧，俟《法院编制法》修改后，一律更正。”
1912年12月，中央司法会议公布了《法院编制法草案》，该草案仅将清朝《法院编制法》中的一些称谓进行了改变，但该草案未能实施，民国前期实际施行的仍然是清朝的《法院编制法》。
1913年2月21日，司法部通令各省改组法院。“在各省省城设高等审判厅，在地区级行政区及商埠设地方审判厅，县级地方设初级审判厅。”截至1914年初，中国共设大理院1所、高等审判厅与地方审判厅120所，初级审判厅179所，设立审检所的县共900余处。